# La Jeunesse de James Bond

La Jeunesse de James Bond (Young Bond) est une série de romans commencée en 2005 par Charlie Higson. La série est un rétro-roman fondé sur l'œuvre de Ian Fleming qui met en scène les aventures de James Bond encore adolescent et étudiant au collège d'Eton. Steve Cole a été officiellement annoncée pour reprendre la suite de la série avec quatre autres romans, dont le premier est sorti le 6 novembre 2014.

## Romans
- Charlie Higson
  - 2005 : Opération SilverFin (Silverfin)
  - 2006 : La mort est contagieuse (Blood Fever)
  - 2007 : Poker fatal (Double or Die)
  - 2007 : Menace sur l'Eldorado (Hurricane Gold)
  - 2008 : Sur ordre de Sa Majesté (By Royal Command)

- Steve Cole
  - 2014 : Shoot to Kill (Shoot to Kill)
  - 2016 : Heads You Die (non traduit en français)
  - 2016 : Strike Lightning (non traduit en français)
  - 2017 : Red Nemesis (non traduit en français)

## Nouvelle
- Charlie Higson
  - 2009 : A Hard Man to Kill (non traduit en français) est la plus longue nouvelle de James Bond jamais écrite. Elle a d'abord été présentée via un extrait dans l'édition britannique de Sur ordre de Sa Majesté, avant de finalement paraître dans le livre Danger Society: The Young Bond Dossier. L'histoire prend place entre Menace sur l'Eldorado et Sur ordre de Sa Majesté et commence au Venezuela, où Emil Lefebvre, Maury, Argente, tuent un inspecteur de la douane avant d'embarquer sur le paquebot Colombie. James Bond et sa tante Charmian sont sur le bateau Amaryllis et doivent prendre le Colombie à Pointe-à-Pitre, en Guadeloupe, pour rentrer en Europe. James espère un moment de détente, un voyage calme. Au port, la police française fait monter à bord un prisonnier dont le visage est cachée par un sac. Il s'agit de Charles Caiboche, dit Le boucher d'Aziz : un ancien criminel, devenu général dans la légion française et qui se prend pour le nouveau Napoléon ; il avait pour objectif de conquérir l'Algérie. Cependant l'armée française a arrêté ses projets avant qu'il ne se soit enfui. Il fut finalement arrêter par la police cubaine et doit être ramener en France. En mer, James se lie d'amitié avec un jeune adjudant de la gendarmerie française, René Mathis.  James et sa tante sont invités à manger à la table du capitaine, Dumas (le second du Colombie) et Eduardo Ponzi (un chanteur d'opéra italien) avant d'être invitée à faire une partie de bridge ; le partenaire de Ponzi est Emil Lefebvre. La conversation dérive sur Caiboche, et Emil semble soutenir ce dernier. Pendant le jeu, James aperçoit Wilder Lawless (voir Opération SilverFin) puis va à sa rencontre. Alors qu'elle lui montre les chevaux, ils surprennent Emil, Maury, Argente, ouvrir une caisse d'armes et une caisse de munitions dans la cale. Alors qu'Argente et Emil sont absents, Maury est surpris par un membre de l'équipage et commence à passer à tabac  ce dernier, James et Wilder s'interposent et réussissent à neutraliser Maury. James décide par la suite de jeter les munitions par-dessus bord. Bond croise Dumas et décide de lui demander de l'aide mais ce dernier l'emmène à Emil et ses hommes, qui avaient déjà capturé Wilder. Emil lui demande où sont les munitions et James lui dit qu'il va lui montrer. Durant le trajet, il apprend qu'Emil et ses complices (qui se font passer pour une équipe de gymnastique) veulent libérer Caiboche avant de la faire monter sur un autre navire, le Perceval, en profitant que tout le bateau est au concert de Ponzi. James parvient à blesser Emil et prendre la tangente. Bond se dirige vers la suite où les gendarmes gardent Caiboche en espérant obtenir de l'aide, mais il ne trouve que les corps sans vie de ces derniers ainsi que Caiboche assis. James parvient à s'enfermer dans la salle de bains lorsque celui-ci lui fonce dessus et y trouve Mathis, qui s'y cachait. Quand ils ressortent, Caiboche n'est plus là. Bond et Mathis décide de porter secours à Wilder toujours retenu par Emil dans le salon, pour cela ils se séparent. Bond voit Maury se faire tuer par Caiboche. Mathis ouvre le feu sur les hommes du salon et Bond parvient à faire sortir Wilder. Pendant ce temps les hommes d'équipage armés de matraques, sous les ordres du capitaine prévenu par Mathis, maitrisent les autres hommes d'Emil dispersés sur le bateau. Caiboche saute alors hors du paquebot et atterrie dans l'eau, pour James ce n'est qu'une question de temps avant qu'il ne meure. Alors que le Colombie s'éloigne de Caiboche, un sous-marin fait surface près de lui, c'est le Perceval... Quelques illustrations accompagnent également l'histoire et, à la fin de celle-ci, l'expression "a hard man to kill" (un homme difficile à tuer) est utilisée pour désigner Caiboche.

## Autres ouvrages
- Charlie Higson
  - 2007 : The Young Bond Rough Guide to London: Livret de 64 pages montrant et décrivant les lieux apparaissant dans Poker fatal. (non traduit en français)
  - 2008 : SilverFin: The Graphic Novel : Le premier roman de La Jeunesse de James Bond, Opération SilverFin, fut adaptée en bande dessinée et est sortie le 2 octobre 2008. Elle reprend l'histoire écrite par Charlie Higson et est illustrée par Kev Walker. (Traduit en français sous le titre : James Bond, les origines de SilverFin)
  - 2009 : Danger Society: The Young Bond Dossier : Dossier traitant de la série La Jeunesse de James Bond et contenant les profils des personnages, les voitures, les armes, lieux exotiques, ainsi que des faits, des statistiques, des photographies, des cartes et des illustrations par Kev Walker. Le livre comprend également la nouvelle A Hard Man to Kill. (non traduit en français)

## Personnages récurrents
- James Bond
- Nandra Priptal : ami de James Bond à Eton. Il est le fils d'un Maharadja.
- Tommy Chong : ami de James Bond à Eton.
- Perry Mandeville : ami de James Bond à Eton.
- Charmian Bond : tante de James Bond, il vit chez elle depuis la mort de ses parents.
- Cecil Codrose : recteur de l'internat de James Bond.
- M. Merriot : professeur « principal » de James Bond, il est également responsable du programme d'athlétisme.